# فرنسيسكو روبليدو
فرنسيسكو روبليدو: (بالإسبانية: Francisco Robledo)‏ هو [منافس] [ألعاب قوى] [مكسيكي]، (الميلاد: [1909م]). (الجنسية: المكسيك)

## وصلات خارجية
- فرنسيسكو روبليدو على موقع أوليمبيديا (الإنجليزية)